# 韋里拉冰川

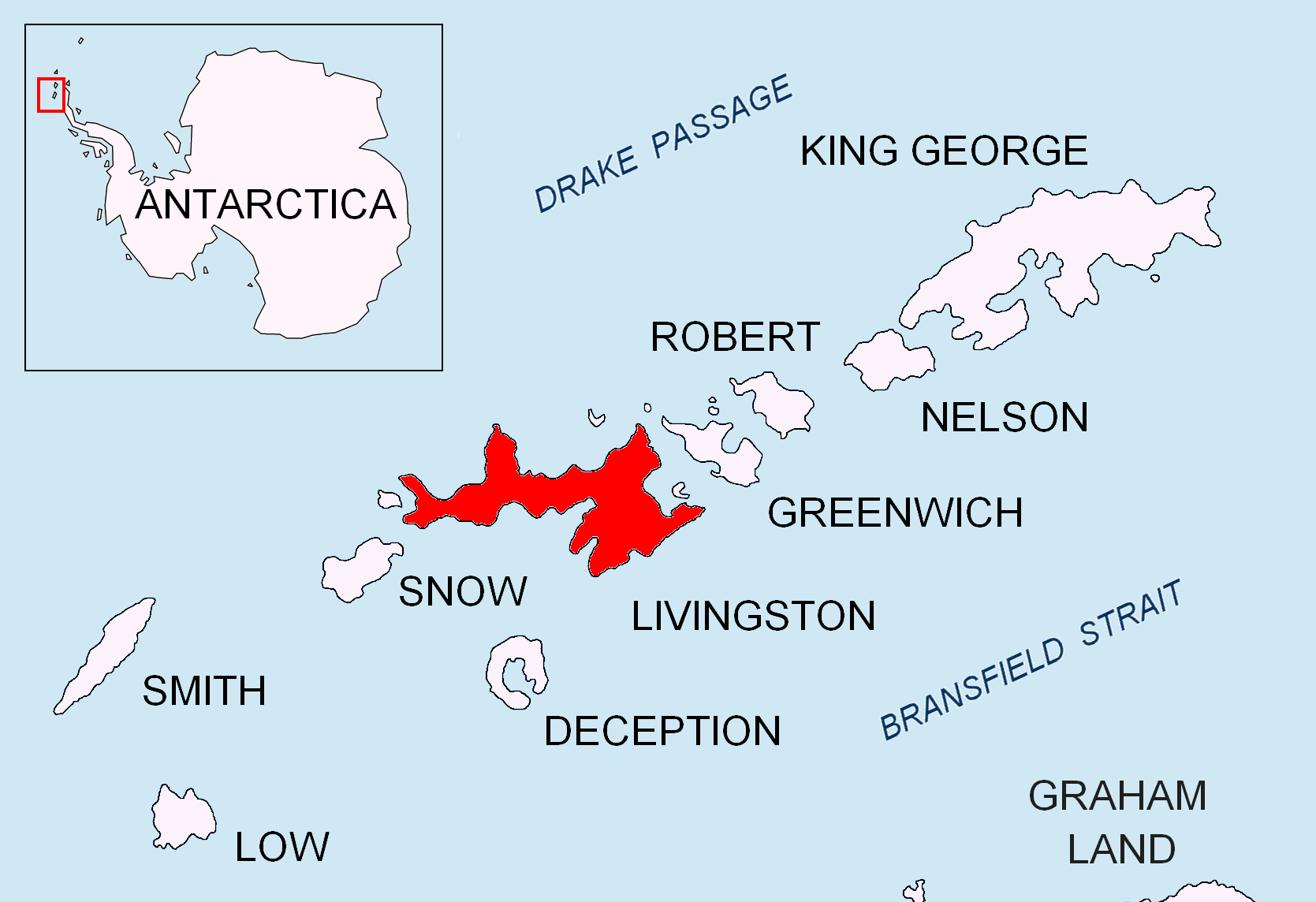

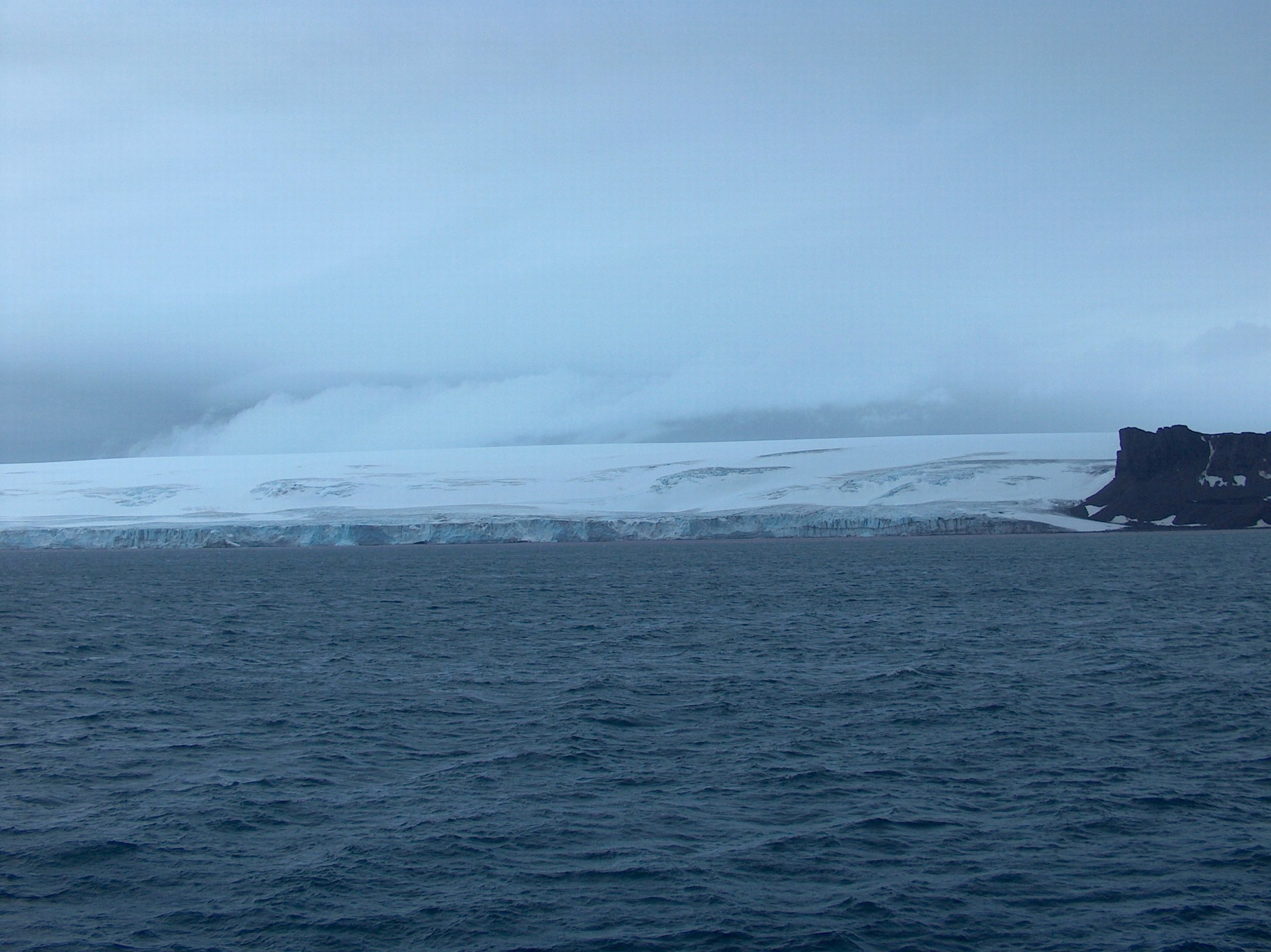

韋里拉冰川是南極洲的冰川，位於南設得蘭群島的利文斯頓島，北面是卡薩諾瓦斯峰和斯諾峰，東南面是烏斯特拉峰，以保加利亞西部的山峰命名。

## 外部連結
- SCAR Composite Antarctic Gazetteer（页面存档备份，存于）.